# The Cinderella Theory

The Cinderella Theory est le cinquième album de George Clinton, sorti chez Paisley Park Records en 1989.

## Liste des morceaux
1. Airbound
2. Tweakin'
3. The Cinderella Theory
4. Why Should I Dog U Out?
5. Serious Slammin'
6. There I Go Again
7. (She Got It) Goin' On
8. The Banana Boat Song
9. French Kiss
10. Rita Bewitched
11. Kredit Kard
12. Airbound (Reprise)